# Pyrrhulina laeta
El urquisho (Pyrrhulina laeta) es una especie de pez de la familia Lebiasinidae en el orden de los Characiformes.

## Morfología
Los machos pueden llegar alcanzar los 7,6 cm de longitud total. El dorso es verde oliva pálido y se convierte en plateado en el vientre. Una línea fina negra se extiende desde el hocico, a través del ojo hasta el final de la cubierta de las agallas, que se esparce en una banda a lo largo del cuerpo. Presenta una atractiva aleta dorsal con ocelo. Otras aletas muestran tonos rojizos.

## Alimentación
Come gusanos, crustáceos e insectos.

## Hábitat
Es un pez de agua dulce y de  clima tropical (23 °C-27 °C).

## Distribución geográfica
Se encuentran en Sudamérica: cerca de Pebas, en la cuenca del río Ampiyacu, afluente del río Amazonas, en el departamento de Loreto, Perú.